# 高枫 (歌手)
高枫（1968年7月24日—2002年9月19日），原名曾焰赤，中国大陆男歌手，作曲人，湖北武汉人。

## 生平
高枫的理想是成为一位美术家，于是在他1986年考入中央工艺美院(现清华美院)时选择了雕塑专业。在大学期间，他开始接触各种音乐。1988年开始录制唱片以及一些影视插曲，以翻唱王傑歌曲居多。并且最终为音乐放弃美术。在大学期间参加歌唱比赛，被音乐界的一些大腕发掘，而成为配唱歌手，1990年高枫毕业后在东方歌舞团任美工。
1991年，被苏越发掘，签约香港普安公司，放弃美术专业，同时自学乐理，钻研作曲，担任楚童楚奇专辑的制作人。同年推出个人音乐专辑《在你走后的那一夜》。
1993年，与普安公司解约，成为自由音乐人，为黄格选创作了《春水流》，为李玲玉创作了《春》，为解曉東创作了《拉钩上吊一百年不要》等。
1994年，高枫签约百代唱片公司中国部。创作《中国》，並收錄於專輯《天那邊的愛》，1995年经中央电视台“东方时空音乐电视”栏目推出，轰动全国。1996年2月参加中央电视台春节联欢晚会，演唱《大中国》。此外，他还与多位音乐人共同担任了演唱组合黑鸭子第一张演唱专辑《黑鸭子》的制作人，而专辑在发行后则取得了超过50万张的销量。
1996年《大中国》摘取全国50余家排行榜年终评选的桂冠，之后创作了《葵花向太阳》等作品。1997年，推出第四张个人音乐回收翻唱专辑《最好的礼物》1998年，推出单曲《好好努力》、《永远记住你》。为电视剧《危情时刻》创作主题曲《好好想想》，为电视剧《侯门浪子》创作主题曲《金不换》，为电视剧《乞丐皇帝传奇》创作主题曲《做英雄》。同年创作的笨小孩更被刘德华，吴宗宪，柯受良选唱成华语经典。1999年，赴伦敦音乐学院留学。学习爵士乐、FUNKY和舞台表演。同年出版自传《出门在外》。期间结识美国密苏里大学教授肯·爱立信。发行单曲《回归》，为电视剧《找不着北》创作主题曲。
2000年，被美国密苏里大学聘为客座教授赴美讲学。并推出第五张个人音乐专辑《伦敦悟语》[9]。
2001年，推出单曲《葵花向太阳》、《会看到》。同年，中国第九届全国运动会与火风、江涛、黄格选演唱歌曲《中华儿女当自强》
2002年9月19日10点28分因感染肺囊虫肺炎在北京協和醫院去世。

## 为他人创作歌曲
- 老狼 ：美人
- 刘德华: 我不相信眼泪（作曲），坏东西（作曲），都怪我（作曲），跟我两辈子（作曲作词），ABCDE（作曲）
- 柯受良：大哥（作曲），粗线条（作曲）
- 张卫健: 一辈子一场梦（作曲），男人的烦恼（作曲）
- 孙悦: 伙伴（作曲作词）

## 专辑
- 1991年《在你走后的那一夜》
- 1995年《天那边的爱》
- 1996年《丰收》
- 1997年《最好的礼物》
- 1999年《伦敦悟语》
- 2002年《美丽新世界》